# Городище (Бахмачский район)
Городи́ще (укр. Городище) – село, расположенное на территории Бахмачского района Черниговской области (Украина) на берегу реки Дочь.
Население составляет 696 жителя (2020 год). Впервые упоминается в 1600 году.
Село Городище находится примерно в 10 км к северу от центра города Бахмач. Средняя высота населённого пункта — 137 м над уровнем моря. Село находится в зоне умеренно континентального климата.
Национальный состав представлен преимущественно украинцами, конфессиональный состав — христианами.